# 金龍 (趙金龍)
金龍（1831年十二月—1832年四月）是清朝湖南民變軍領袖趙金龍所立的年號，共計5個月。道光十一年（1831年）十二月起兵，自稱金龍王，隔年四月被鎮壓。
據《清水江文書》，趙金龍在1832年建元金龍，姚舜安、余新忠作1831年十二月建元金龍。

## 紀年對照表
| 金龍 | 元年   | 二年   |
| ---- | ------ | ------ |
| 公元 | 1831年 | 1832年 |
| 干支 | 辛卯   | 壬辰   |

## 同期存在的其他政權年號
- 中國
  - 道光（1821年－1850年）：清朝—清宣宗旻詝之年號
- 日本
  - 天保（1830年－1844年）：仁孝天皇之年號
- 越南
  - 明命（1820年－1841年）：阮朝—阮聖祖阮福晈之年號

## 來源
1. 1 2  姚舜安〈趙金龍領導的瑤民起義〉，《廣西民族學院學報(哲學社會科學版)》1983年第2期，第62-67頁。
2. ↑  張應強、王宗勛《清水江文書》第3輯第1冊，廣西師範大學出版社，2011年，第152-153頁。
3. ↑  余新忠《道光事典》第105頁：「趙金龍（？～1832）　湖北江華人，瑤族。道光十一年十二月（1832.01），與趙福才等以巫術聚眾，密謀反清，旋率湘、粵瑤民六、七百人於江華錦田鎮起事，以頭裹紅巾為號，自稱金龍大王，改元金龍元年。」